# Église de Jésus-Christ des saints des derniers jours (Turku)
L’église de Jésus-Christ des saints des derniers jours (en finnois : Myöhempien Aikojen Pyhien Jeesuksen Kristuksen kirkko ou finnois : MAP-kirkko) est une église mormone située dans le quartier de Mäntymäki à Turku en Finlande.

## Présentation
L'eglise est située dans le virage de Mäntymäenaukio au bout de la rue Betaniankatu. 
L'édifice, commandé en 1966 et inauguré en 1967, a été conçu par les architectes Mirja Castrén et Heikki Castrén
Le volume total du bâtiment est d'environ 9 000 mètres cubes et la surface au sol est d'environ 630 mètres carrés.
L'extérieur du bâtiment de l'église et les murs intérieurs de la salle de banquet sont revêtus de  brique brune de la société Kupittaan Savi.
Les sièges sont en chêne. 
La salle de fêtes a été conçue pour être polyvalente afin que l'on puisse y jouer au ballon.
À l'origine, le bâtiment comptait également neuf salles de classe, trois bureaux, une bibliothèque et un abri civil.